# Austin Powers
Sir Austin "Danger" Powers – fikcyjna postać filmowa grana przez kanadyjskiego komika, Mike'a Myersa w serii filmów parodiujących kino detektywistyczne z lat 60.

## Historia
Austin Powers urodził się w latach 40., co można wnioskować po samochodzie z retrospekcji w trzecim z filmów. Jest synem sir Nigela Powersa i bratem Douglasa "Dougie" Powersa (Doktor Zło). Ukończył brytyjską akademię szpiegowską, po czym rozpoczął współpracę z Ministerstwem Obrony. Za dnia jest fotografem, a nocą najlepszym brytyjskim agentem.

## Filmy
- 1997 – Austin Powers: Agent specjalnej troski (Austin Powers: International Man of Mystery)
- 1999 – Austin Powers: Szpieg, który nie umiera nigdy (Austin Powers: The Spy Who Shagged Me)
- 2002 – Austin Powers i Złoty Członek (Austin Powers in Goldmember)